# Supercoupe du Portugal de football 2021
Navigation
Supercoupe du Portugal 2020 Supercoupe du Portugal 2022
La Supercoupe du Portugal 2021 (portugais : Supertaça Cândido de Oliveira 2021) est la 43e édition de la Supercoupe du Portugal, épreuve qui oppose le champion du Portugal au vainqueur de la Coupe du Portugal. Le Sporting Clube de Portugal ayant remporté le championnat de la saison 2020-2021 affronte le vainqueur de la Coupe du Portugal, le Sporting Clube de Braga. 
Disputée le 31 juillet 2021 au Estádio Municipal de Aveiro à Aveiro, la rencontre est remportée par le Sporting Clube de Portugal sur le score de 2-1.
Après le match de la saison passée à huis clos, les spectateurs sont de retour même avec des restrictions à cause de la pandémie de Covid-19. Le nombre a été limité à 7 710 spectateurs.

## Feuille de match
| 31 juillet 2021 | Sporting Clube de Portugal              | 2 - 1 | Sporting Clube de Braga | Estádio Municipal de Aveiro, Aveiro           |                                               |
| 20:45 UTC+0     | Jovane Cabral 29e · Pedro Gonçalves 43e | (2-1) | 20e Fransérgio          | Spectateurs : 7 710 Arbitrage : João Pinheiro | Spectateurs : 7 710 Arbitrage : João Pinheiro |